# روكو كرانوتيتش
روكو كرانوتيتش (بالكرواتية: Roko Karanušić)‏ هو لاعب كرة مضرب من كرواتيا.

## وصلات خارجية
- روكو كرانوتيتش على موقع رابطة محترفي التنس (الإنجليزية)
- روكو كرانوتيتش على موقع الاتحاد الدولي لكرة المضرب (الإنجليزية)
- روكو كرانوتيتش على موقع كأس ديفيز (الإنجليزية)
- روكو كرانوتيتش على موقع خلاصة التنس.كوم (الإنجليزية)
- أخر نتائج اللاعب
- تاريخ تصنيف اللاعب